# Hollandstellung

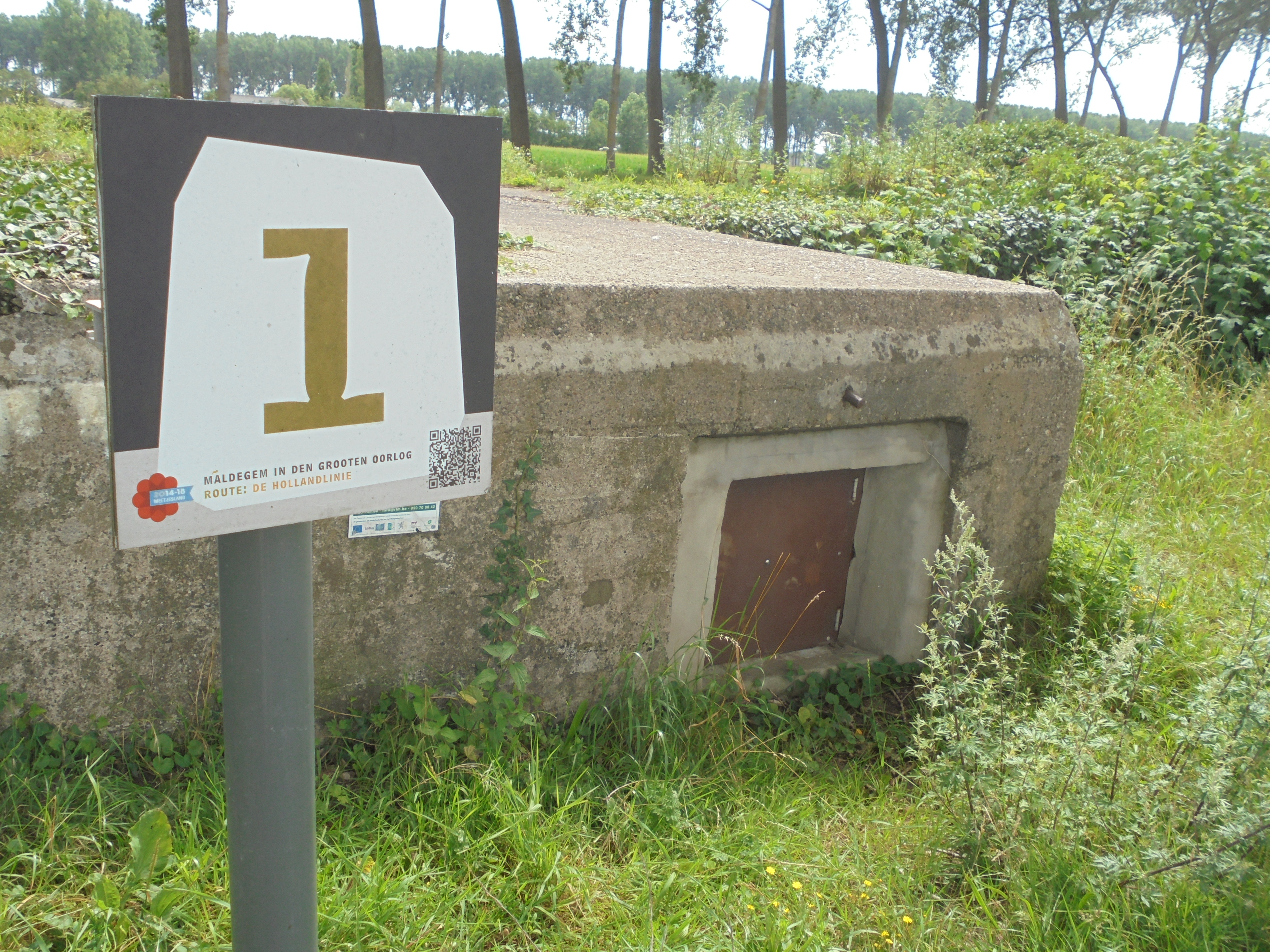
Deutscher Bunker am Leopoldkanal bei Maldegem.

Die Hollandstellung war eine ab 1916 ausgebaute Verteidigungslinie aus Bunkern wenige Kilometer hinter der belgisch-holländischen Staatsgrenze, durch die die weiter südlich kämpfenden deutschen Truppen von hinten geschützt wurden. Sie verlief von der Küste bis Antwerpen.

## Vorgeschichte
Nach der ersten Ypernschlacht kam im November 1914 die Front nahe der Nordseeküste zum Erstarren. Um im einsetzenden Grabenkrieg den Rücken frei zu haben, begann man das rückwärtige Gebiet zu sichern.
Besetzt war die Region in den Bereichen Knokke-Westkapelle, Lapscheure, Middelburg, Maldegem vom Marinekorps Flandern sowie von Reserven, auch der Kavallerie und des Landsturms. In der Region, als militärisches Operationsgebiet, war die Bewegungsfreiheit von Zivilisten fast komplett eingestellt. Zu dieser Zeit hielten sich etwa 450.000 Flüchtlinge aus anderen Teilen Belgiens in der Provinz Zeeland auf. Der Kommandeur des Marinekorps Admiral von Schröder saß in Brügge.
Ab 1. November 1914 wurde der gesamte Personenverkehr über die belgisch-holländische Grenze verboten. Zunächst sicherte man die Grenze mit Stacheldraht. Etliche Belgier und deutsche Deserteure überwanden diese Sperre, um in die nicht am Krieg beteiligten Niederlande zu fliehen. Ab Sommer 1915 wurde die Barriere durch eine zweite Linie verstärkt. Dazwischen zog man eine dritte, von Starkstrom durchflossene, Stacheldrahtbarrikade. Gebaut wurde diese vor allem von russischen Kriegsgefangenen („Russenkommandos“), die auch zum Küstenbefestigungsbau verwendet wurden.

## Ausbau ab 1916
Die deutsche Heeresleitung hatte die Befürchtung, dass die Briten eine Landung an der Westerschelde versuchen könnten, um so zum einen die U-Bootstationen in Zeebrugge zum anderen den Rücken der Flandernfront zu bedrohen.
Ab Frühsommer 1916 begann man eine Linie aus Mannschafts-Eisen-Beton-Unterständen (MEBU) bzw. kleinerer EBU zu errichten. Die Anordnung erfolgte nicht in einer Linie, sondern sie waren gruppenweise gestaffelt und dann durch Laufgräben miteinander verbunden. Matrosen und Marineinfanterie bemannten die Stellungen zwischen Leopoldkanal (Leopoldkanaal) und Strobrugge.
Einige der größeren dieser Posten erhielten Namen und befanden sich an exakt den gleichen Stellen, an denen schon die Spanier im österreichischen Erbfolgekrieg  Befestigungen angelegt hatten, die dann auch zur Zeit der österreichischen Niederlanden ausgebaut wurden. Dies waren u. a.:
- die Bayernschanze: heute im Vogelschutzgebiet Zwin
- Wilhelm: Nieuwe Hazegraspolderdijk, heute Ortsteil von Knokke-Heist.
- Heinrich: In de Vrede.  Hier war 1785 das Hazegrasfort.
- Hauptstrasse: auf der heutigen Gemeindegrenze von Sint Anna ter Muiden, am Platz des alten Sterreforts.
- Dora: in Westkapelle, heute ebenfalls Ortsteil von Knokke-Heist. Am Standort des alten Fort St. Donaas.
- mehrere EBUs am Ende des Zeedijk von Schans de Pinksterbloem.

Bis Kriegsende wurden insgesamt 411 Bunker gebaut. Die Holzverschalung der Betonierarbeiten ließ man im Inneren stehen, so hatte die Soldaten Möglichkeiten ihre Pritschen, Kästen, Kleiderhaken usw. leicht zu befestigen.
Dem holländischen Militärgeheimdienst GSM III waren Art und Lage der Anlagen genau bekannt.

## Nachverwendung
Gerade die küstennahen Bunker bei Knokke-Heist wurden im Zweiten Weltkrieg als Teil des Atlantikwalls wieder verwendet. Einige sind noch heute erhalten und im Gelände zu sehen.